# Квалификације за Куп Кариба 2012.
Квалификационо такмичење за Куп Кариба 2012. је био фудбалски турнир одржан у периоду од 5. септембра до 18. новембра 2012. године.  Укупно 25 тимова ушло је у квалификациони процес за Куп Кариба 2012, такмичећи се за укупно 8 места на финалном турниру. Јамајка, као носилац, и Антигва и Барбуда, као домаћини, аутоматски су се квалификовале, остављајући 6 места за остале тимове из квалификација.
Иако је квалификациони турнир такође део квалификационог процеса за Златни куп КОНКАКАФ 2013, ФИФА га није уврстила у Међународни календар утакмица ФИФАе, што значи да први изабрани играчи земаља учесница можда неће бити доступни за игру због обавеза у клубу. ФИФА је одредила 7/11. септембар и 12/16. октобар у календару догађаја ФИФА.

## Учесници
У време првобитног жребања у марту 2012, само Сент Мартин и острва Туркс и Кајкос нису пристали да учествују. У августу 2012, Бахами, Кајманска острва и Америчка Девичанска острва су се повукли из такмичења. Од пет нација које су се повукле, три су биле заступљене у извршном комитету Карипске фудбалске уније. У квалификационој фази учествовало је укупно 25 тимова.
| - Бахами - Кајманска Острва - Свети Мартин Хол. | - Туркс и Кајкос - Америчка Девичанска Острва |

| - Ангвила - Аруба - Барбадос - Бермуди - Британска Девичанска Острва | - Курасао - Доминика - Доминиканска Република - Француска Гвајана - Гвајана | - Хаити - Мартиник - Монтсерат - Порторико - Сент Китс и Невис | - Света Луција - Свети Мартин Фр. - Сент Винсент и Гренадини - Суринам - Тринидад и Тобаго |

## Прво коло
Иако је првобитно жреб обављен у марту 2012, Карипска фудбалска унија партнер Дигисел је унео измене у првобитни жреб дозвољавајући само земљама у којима су услуге Дигисел биле доступне да буду домаћини групних утакмица. У време промена, ФСКов уговор са Дигиселом је истекао.

### Група 1
Утакмице су игране на Хаитију.
| Репрезентација   | Ута | Поб | Нер | Изг | ГД | ГП | ГР  | Бод. |
| ---------------- | --- | --- | --- | --- | -- | -- | --- | ---- |
| Хаити            | 3   | 3   | 0   | 0   | 12 | 2  | +10 | 9    |
| Порторико        | 3   | 2   | 0   | 1   | 12 | 3  | +9  | 6    |
| Бермуди          | 3   | 1   | 0   | 2   | 10 | 5  | +5  | 3    |
| Свети Мартин Фр. | 3   | 0   | 0   | 3   | 0  | 24 | −24 | 0    |

| Бермуди                 | 1:2      | Порторико                            |
| ----------------------- | -------- | ------------------------------------ |
| Ентван Расел 78’ (пен.) | Извештај | Џозеф Мареро 68’ · Ектор Рамос 90+5’ |

| Хаити                                                                                            | 7:0      | Свети Мартин Фр. |
| ------------------------------------------------------------------------------------------------ | -------- | ---------------- |
| Пегер Жан Филип 4’, 40’, 45’ · Монума Констант 22’, 43’ · Кевин Лафранс 70’ · Жан-Еде Маорис 90’ | Извештај |                  |

| Порторико | 9:0      | Свети Мартин Фр. |
| --- | -------- | ---------------- |
| Ектор Рамос 15’, 44’, 47’, 82’ · Ноа Делгадо 29’ · Кристијан Ариета 45+1’ · Џозеф Мареро 69’, 83’ · Алекс Ојконен 76’ | Извештај |                  |

| Хаити                                                       | 3:1      | Бермуди         |
| ----------------------------------------------------------- | -------- | --------------- |
| ОлришнСаурел 30’ · Жан-Еде Маорис 39’ · Пегер Жан Филип 41’ | Извештај | Антван Расел 9’ |

| Свети Мартин Фр. | 0:8      | Бермуди                                                                                                   |
| ---------------- | -------- | --- |
|                  | Извештај | Тајрел Бургс 18’, 31’, 49’, 76’ · Антван Расел 52’ · Таурен Мандерс 61’ · Иан Кок 80’ · Лежуан Симонс 87’ |

| Хаити                                     | 2:1      | Порторико      |
| ----------------------------------------- | -------- | -------------- |
| Пегер Жан Филипo 65’ · Жан-Еде Маорис 67’ | Извештај | На Делгадо 73’ |

### Група 2
Утакмице су игране на Светој Луцији.
| Репрезентација           | Ута | Поб | Нер | Изг | ГД | ГП | ГР | Бод. |
| ------------------------ | --- | --- | --- | --- | -- | -- | -- | ---- |
| Гвајана                  | 3   | 2   | 0   | 1   | 6  | 3  | +3 | 6    |
| Сент Винсент и Гренадини | 3   | 2   | 0   | 1   | 6  | 2  | +4 | 6    |
| Света Луција             | 3   | 2   | 0   | 1   | 6  | 4  | +2 | 6    |
| Курасао                  | 3   | 0   | 0   | 3   | 2  | 11 | −9 | 0    |

Табела тимова са истим бројем бодова у групи:
| Репрезентација           | Ута | Поб | Нер | Изг | ГД | ГП | ГР | Бод. |
| ------------------------ | --- | --- | --- | --- | -- | -- | -- | ---- |
| Гвајана                  | 2   | 1   | 0   | 1   | 4  | 2  | +2 | 3    |
| Сент Винсент и Гренадини | 2   | 1   | 0   | 1   | 2  | 2  | 0  | 3    |
| Света Луција             | 2   | 1   | 0   | 1   | 1  | 3  | −2 | 3    |

| Гвајана                        | 1:2      | Сент Винсент и Гренадини                   |
| ------------------------------ | -------- | ------------------------------------------ |
| Грегори Ричардсон 45+1’ (пен.) | Извештај | Мајрон Самјуел 30’ · Корнелиус Стјуарт 79’ |

| Света Луција                                                                                   | 5:1      | Курасао               |
| ---------------------------------------------------------------------------------------------- | -------- | --------------------- |
| Тремејн Пол 14’ · Клиф Валкин 44’ · Иден Чарлс 51’ · Тафари Шарлемањ 87’ · Курт Фредерик 90+2’ | Извештај | Кристофер Исенија 48’ |

| Курасао                 | 1:2      | Гвајана                                       |
| ----------------------- | -------- | --------------------------------------------- |
| Колин Нелсон 53’ (а.г.) | Извештај | Вурлон МИлс 1’ · Грегори Ричардсон 42’ (пен.) |

| Света Луција    | 1:0      | Сент Винсент и Гренадини |
| --------------- | -------- | ------------------------ |
| Тремејн Пол 69’ | Извештај |                          |

| Сент Винсент и Гренадини                                           | 4:0      | Курасао |
| ------------------------------------------------------------------ | -------- | ------- |
| Корнелијус Стјуарт 8’, 76’ · Дорен Хамлет 58’ · Мајрон Самјуел 78’ | Извештај |         |

| Света Луција | 0:3      | Гвајана                                      |
| ------------ | -------- | -------------------------------------------- |
|              | Извештај | Вулрон Милс 14’, 34’ · Грегори Ричардсон 37’ |

### Група 3
Утакмице су игране на Мартинику.
| Репрезентација              | Ута | Поб | Нер | Изг | ГД | ГП | ГР  | Бод. |
| --------------------------- | --- | --- | --- | --- | -- | -- | --- | ---- |
| Мартиник                    | 3   | 2   | 1   | 0   | 23 | 2  | +21 | 7    |
| Суринам                     | 3   | 2   | 1   | 0   | 13 | 3  | +10 | 7    |
| Монтсерат                   | 3   | 1   | 0   | 2   | 8  | 12 | −4  | 3    |
| Британска Девичанска Острва | 3   | 0   | 0   | 3   | 0  | 27 | −27 | 0    |

| Монтсерат       | 1:7      | Суринам                                                                                                  |
| --------------- | -------- | --- |
| Кендал Ален 48’ | Извештај | Јовани Вал 3’, 11’ · Романо Сордам 16’ · Јурман Валеј 39’ · Џовани Дрент 45’ · Стефано Ријсел 85’, 90+1’ |

| [[Фудбалска репрезентација Мартиника {{{altlink2}}}\|Мартиник]] | 16:0     | Британска Девичанска Острва |
| --- | -------- | --------------------------- |
| Жорди Делем 6’, 68’ · Стив Густан 12’ · Кевин Парсемејн 32’, 63’, 67’, 70’, 81’, 86’ · Ђенхаел Маинге 37’ · Жералд Дондон 41’ (пен.) · Стефан Абаул 46’, 54’ · Жаки Берди 80’ (пен.) · Алекс Балми 82’ · Гаетан Сидни 87’ | Извештај |                             |

| Британска Девичанска Острва | 0:4      | Суринам                                                           |
| --------------------------- | -------- | ----------------------------------------------------------------- |
|                             | Извештај | Стефано Ријсел 35’, 42’ · Ђовани Дренте 36’ · Донован Лосвијк 81’ |

| [[Фудбалска репрезентација Мартиника {{{altlink2}}}\|Мартиник]] | 5:0      | Монтсерат |
| --------------------------------------------------------------- | -------- | --------- |
| Кевин Персемејн 5’, 20’, 59’, 61’ · Стив Густан 9’              | Извештај |           |

| Британска Девичанска Острва | 0:7      | Монтсерат |
| --------------------------- | -------- | --- |
|                             | Извештај | Марлон Кампбел 35’, 45+1’ · Дарил Роч 45+3’ · Бредли Водс-Гарнес 53’ · Елис Реми 71’, 81’ · Џамал Сарџент 88’ (а.г.) |

| [[Фудбалска репрезентација Мартиника {{{altlink2}}}\|Мартиник]] | 2:2      | Суринам                                        |
| --------------------------------------------------------------- | -------- | ---------------------------------------------- |
| Кевин Пасемејн 3’ · Ђенхаел Маинге 22’                          | Извештај | Рони Алоема 25’ (пен.) · Донован Лосвијк 90+2’ |

### Група 4
Утакмице су игране на Барбадосу.
| Репрезентација         | Ута | Поб | Нер | Изг | ГД | ГП | ГР | Бод. |
| ---------------------- | --- | --- | --- | --- | -- | -- | -- | ---- |
| Доминиканска Република | 3   | 2   | 1   | 0   | 5  | 3  | +2 | 7    |
| Барбадос               | 3   | 2   | 0   | 1   | 3  | 2  | +1 | 6    |
| Доминика               | 3   | 1   | 0   | 2   | 4  | 5  | −1 | 3    |
| Аруба                  | 3   | 0   | 1   | 2   | 5  | 7  | −2 | 1    |

| Аруба                               | 2:2      | Доминиканска Република |
| ----------------------------------- | -------- | ---------------------- |
| Рејмонд Батн 6’ · Ренси Барадас 30’ | Извештај | Ерик Озуна 13’, 76’    |

| Барбадос             | 1:0      | Доминика |
| -------------------- | -------- | -------- |
| Рашинда Вилијамс 35’ | Извештај |          |

| Доминика                                     | 3:2      | Аруба                                   |
| -------------------------------------------- | -------- | --------------------------------------- |
| Чад Бертранд 36’ · Курлсон Бенџамин 45’, 77’ | Извештај | Жан-Лук Берген 40’ · Фредерик Гомез 55’ |

| Барбадос | 0:1      | Доминиканска Република  |
| -------- | -------- | ----------------------- |
|          | Извештај | Педро Антонио Нуњез 80’ |

| Доминиканска Република  | 2:1      | Доминика            |
| ----------------------- | -------- | ------------------- |
| Жонатан Фања 66’, 90+3’ | Извештај | Лестер Ланглајс 39’ |

| Барбадос                        | 2:1      | Аруба              |
| ------------------------------- | -------- | ------------------ |
| Бери Скит 21’ · Марио Харте 56’ | Извештај | Жан-Лук Берген 32’ |

### Група 5
Утакмице су игране на Сент Китс и Невису.
| Репрезентација    | Ута | Поб | Нер | Изг | ГД | ГП | ГР  | Бод. |
| ----------------- | --- | --- | --- | --- | -- | -- | --- | ---- |
| Тринидад и Тобаго | 3   | 3   | 0   | 0   | 15 | 1  | +14 | 9    |
| Француска Гвајана | 3   | 2   | 0   | 1   | 8  | 5  | +3  | 6    |
| Сент Китс и Невис | 3   | 1   | 0   | 2   | 2  | 4  | −2  | 3    |
| Ангвила           | 3   | 0   | 0   | 3   | 1  | 16 | −15 | 0    |

| Француска Гвајана     | 1:4      | Тринидад и Тобаго                                                      |
| --------------------- | -------- | ---------------------------------------------------------------------- |
| Жан-Клод Даршевил 16’ | Извештај | Хјутон Хектор 26’ · Џамал Гај 35’ · Кеон Данијел 72’ · Вилис Плаза 87’ |

| Сент Китс и Невис                   | 2:0      | Ангвила |
| ----------------------------------- | -------- | ------- |
| Ромејн Сојерс 15’ · Атиба Харис 19’ | Извештај |         |

| Француска Гвајана                            | 4:1      | Ангвила           |
| -------------------------------------------- | -------- | ----------------- |
| Гари Пригре 3’, 45+1’, 50’ · Лудовик Бал 74’ | Извештај | Теренс Роџерс 59’ |

| Сент Китс и Невис | 0:1      | Тринидад и Тобаго |
| ----------------- | -------- | ----------------- |
|                   | Извештај | Кевон Картер 51’  |

| Тринидад и Тобаго                                                                                       | 10:0     | Ангвила |
| --- | -------- | ------- |
| Џамал Гај 7’, 21’, 32’, 38’ · Кеон Данијел 11’, 35’, 40’ · Вилис Плаза 53’, 63’ · Силвестер Тисдејл 71’ | Извештај |         |

| Сент Китс и Невис | 0:3      | Француска Гвајана                         |
| ----------------- | -------- | ----------------------------------------- |
|                   | Извештај | Гари Пигре 7’, 72’ · Жан-Клод Даршевил 8’ |

### Рангирање другопласираних екипа
Првобитно су три позиције у завршној фази биле на располагању тимовима који заврше на другом месту у групној фази. Њих је требало да добије екипа која заврши на вишем месту између другопласираних екипа. На завршни турнир пласирале су се најбоље другопласиране екипе између Групе 1 и Групе 2, Групе 3 и Групе 4, Групе 5 и Групе 6.
Међутим, због повлачења неколико нација, квалификациони формат је ревидиран. Само другопласирани из Групе 4 и Групе 5 били су рангирани према формату другопласираног тима како би се одлучило који тим напредује у други круг. Другопласирани из група 1,2 и 3 су аутоматски прошли у други круг.
| Група | Репрезентација    | Ута | Поб | Нер | Изг | ГД | ГП | ГР | Бод. |
| ----- | ----------------- | --- | --- | --- | --- | -- | -- | -- | ---- |
| 5     | Француска Гвајана | 3   | 2   | 0   | 1   | 8  | 5  | +3 | 6    |
| 4     | Барбадос          | 3   | 2   | 0   | 1   | 3  | 2  | +1 | 6    |

## Друго коло
Куба (треће место), Гренада (четврто место) и Гвадалупе (вицешампион) су били слободни у другом колу.

### Група 6
Утакмице су се играле на Гренади.
| Репрезентација    | Ута | Поб | Нер | Изг | ГД | ГП | ГР | Бод. |
| ----------------- | --- | --- | --- | --- | -- | -- | -- | ---- |
| Хаити             | 3   | 2   | 0   | 1   | 3  | 1  | +2 | 6    |
| Француска Гвајана | 3   | 1   | 1   | 1   | 5  | 5  | 0  | 4    |
| Гренада           | 3   | 1   | 1   | 1   | 3  | 4  | −1 | 4    |
| Гвајана           | 3   | 1   | 0   | 2   | 5  | 6  | −1 | 3    |

| Хаити            | 1:0      | Гвајана |
| ---------------- | -------- | ------- |
| Олриш Саурел 47’ | Извештај |         |

| Гренада          | 1:1      | Француска Гвајана |
| ---------------- | -------- | ----------------- |
| Крег Рокастл 33’ | Извештај | Гари Пигре 90+2’  |

| Француска Гвајана | 1:0      | Хаити |
| ----------------- | -------- | ----- |
| Гари Пигре 55’    | Извештај |       |

| Гренада                           | 2:1      | Гвајана            |
| --------------------------------- | -------- | ------------------ |
| Китсон Бајин 46’ · Клајв Мари 81’ | Извештај | Данијел Вилсон 48’ |

| Гвајана                                                       | 4:3      | Француска Гвајана                        |
| ------------------------------------------------------------- | -------- | ---------------------------------------- |
| Вулрон Милс 12’ · Волтер Мур 46’ · Шон Бевени 58’, 87’ (пен.) | Извештај | Стенли Ридел 34’, 63’ · Марк Едвиг 90+1’ |

| Гренада | 0:2      | Хаити                                    |
| ------- | -------- | ---------------------------------------- |
|         | Извештај | Жан Сони 36’ · Ентони Стракер 58’ (а.г.) |

### Group 7
Утакмице су се играле на Гваделупи.
| Репрезентација         | Ута | Поб | Нер | Изг | ГД | ГП | ГР | Бод. |
| ---------------------- | --- | --- | --- | --- | -- | -- | -- | ---- |
| Доминиканска Република | 3   | 2   | 1   | 0   | 6  | 2  | +4 | 7    |
| Мартиник               | 3   | 1   | 2   | 0   | 6  | 5  | +1 | 5    |
| Гваделуп               | 3   | 1   | 1   | 1   | 7  | 6  | +1 | 4    |
| Порторико              | 3   | 0   | 0   | 3   | 3  | 9  | −6 | 0    |

| [[Фудбалска репрезентација Мартиника {{{altlink2}}}\|Мартиник]] | 2:1      | Порторико        |
| --------------------------------------------------------------- | -------- | ---------------- |
| Седрик Сабин 38’ (пен.), 43’                                    | Извештај | Хектор Рамос 55’ |

| Гваделуп | 0:2      | Доминиканска Република    |
| -------- | -------- | ------------------------- |
|          | Извештај | Џонатан Фања 45+1’, 90+3’ |

| Доминиканска Република | 1:1      | Мартиник        |
| ---------------------- | -------- | --------------- |
| Доминго Пералта 45’    | Извештај | Гаел Жерман 71’ |

| Гваделуп                                                    | 4:1      | Порторико        |
| ----------------------------------------------------------- | -------- | ---------------- |
| Лоик Ловал 8’ · Доминик Мока 11’, 26’ · Владимир Паскал 69’ | Извештај | Хектор Рамос 83’ |

| Порторико       | 1:3      | Доминиканска Република                     |
| --------------- | -------- | ------------------------------------------ |
| Марко Велез 80’ | Извештај | Џонатан Фања 19’, 70’ · Гилберто Улоа] 86’ |

| Гваделуп                                   | 3:3      | Мартиник                               |
| ------------------------------------------ | -------- | -------------------------------------- |
| Лари Клавие 13’, 33’ · Владимир Паскал 74’ | Извештај | Гаел Жерман 17’ · Стив Густан 24’, 63’ |

### Група 8
Утакмице су се играле на Тринидад и Тобагоу.
| Репрезентација           | Ута | Поб | Нер | Изг | ГД | ГП | ГР | Бод. |
| ------------------------ | --- | --- | --- | --- | -- | -- | -- | ---- |
| Тринидад и Тобаго        | 3   | 2   | 1   | 0   | 5  | 1  | +4 | 7    |
| Куба                     | 3   | 1   | 1   | 1   | 6  | 2  | +4 | 4    |
| Суринам                  | 3   | 1   | 0   | 2   | 1  | 8  | −7 | 3    |
| Сент Винсент и Гренадини | 3   | 0   | 2   | 1   | 2  | 3  | −1 | 2    |

| Куба                                                   | 5:0      | Суринам |
| ------------------------------------------------------ | -------- | ------- |
| Марсел Ернандез 6’, 36’, 62’, 89’ · Ариел Мартинез 46’ | Извештај |         |

| Тринидад и Тобаго  | 1:1      | Сент Винсент и Гренадини |
| ------------------ | -------- | ------------------------ |
| Деворн Џорслинг 3’ | Извештај | Мајрон Самјуел 24’       |

| Сент Винсент и Гренадини | 1:1      | Куба                |
| ------------------------ | -------- | ------------------- |
| Корнелиус Стјуарт 8’     | Извештај | Роберто Линарес 48’ |

| Тринидад и Тобаго                                | 3:0      | Суринам |
| ------------------------------------------------ | -------- | ------- |
| Шон Пауер 35’ · Ричард Рој 50’ · Обри Дејвид 88’ | Извештај |         |

| Суринам                | 1:0      | Сент Винсент и Гренадини |
| ---------------------- | -------- | ------------------------ |
| Рони Алоема 42’ (пен.) | Извештај |                          |

| Тринидад и Тобаго | 1:0      | Куба |
| ----------------- | -------- | ---- |
| Атуалах Гера 67’  | Извештај |      |